# 委任狀
委任状是官方為任命某个人担任高级职务或軍隊中的军官而颁发的正式文件。指定的人被授予了该职位的職權。委任狀通常采用專利特許證的形式。
委任狀通常以國家元首的名义签发或由其签署。在英国以外的英联邦国家，它们可以由总督签署，总督是英國君主的代表，也是该国的总司令。